# バレリーナ (パチンコ)
バレリーナは、1991年10月に平和が開発、発売したバレリーナをモチーフとした権利モノタイプのパチンコ機。同社の新要件機第1号である。

## 特徴
- 役物にバレリーナがくるくる回っている。このバレリーナの土台となっている回転体のVポケットに入賞すれば、ランプ（1～8）のいずれかで停止し、4～8に停止すれば大当たり。2回目はV入賞で100%当たる、2回ワンセットの権利物となっている。通常は2回目のV入賞までに持ち玉が減ることも多く、1回目の終了で2回目を店員が手で入賞してくれるサービスを行うホールも存在した。
- 大当り中のアタッカー解放用チャッカーが回転式で無かった為に、複数の玉が入賞するとラウンド数が進んでしまう。まれにセンター下部のアタッカー開放用チャッカーが潰されていない店も有り､その場合はフルに16ラウンドを取れなく、出玉が減少する場合もあった｡(初代バレリーナ)
- 後に姉妹機として、『ゴールデンバレリーナ』（ランプが5～8で大当りに変更）が発売されている。同じく2回ワンセットだが、2回目の権利はランプが必ず100パーセントで当たる訳ではなく、ごく稀にだが外れる事もある。（当たり確率 77/80  ただし権利消滅にはならない。）

こちらは、大当り中のアタッカー解放用チャッカーは回転式に改良されたのでフルで出玉を獲得できた。
この新設された回転式チャッカーの釘の甘さを利用して、通常時に右打ちで出玉を増やして、また左打ちで権利発生を狙うといういわゆるコジキ打法も存在したが、玉の打ち出しが極端に少ないことで店員に後ろにハリツキをされてしまうので、有効打法とはならなかった。
権利消滅後、特定回転数（３回）まで回転体の動作が変動しVポケットに入賞しやすい状態（時短みたいなもの）になった。
それを利用して、夕方などにタイムサービスとして店員が左側権利アタッカー中央に玉ゲージ棒を挿入し、権利を強引に獲得＆パンクさせて、上記状態にする客寄せをしていた時期もあった。(チャンスタイムを店側が創る)
また､台の寝かせによりVポケット入賞率が大幅に変わり､2回目の権利取得時及び権利終了後の3回転のチャンスタイム(上記の(時短みたいなもの)にあたる)においてV入賞率が通常時よりも下がる現象も見受けられた。(通常は手前にネカセが設置されている。故にヤクモノに入賞した玉は手前に落ちやすい。チャンスタイム時は手前側をゆっくりＶ穴が通過する(通常時が役物奥側をゆっくりＶ穴通過))
- 更にCR時代には「CRバレリーナ」を発売。こちらは1回権利物で、確率変動の大当たり時にのみ次回まで大当たり確率がアップする。しかし、攻略雑誌の解析により確変当たり消化中、奇数ラウンドで点灯した保留は確変状態での保留消化に限り確変大当たりとなる事が判明。実際にはラウンド消化時も左打ちの為不可能に近いが、理論上においては永久確変当たりが可能であった。
- 新基準機でも「CRスーパーバレリーナ」をリリースした。こちらも1～8のランプのうち、4～8（赤色ランプ）に停止で大当りとなっているが、従来までの権利物とは違って権利自体の定義がない。従ってパンクなども無い。

## スペック
- 『バレリーナ』(1991年)
  - 大当たり確率 1/5(デジタル)
  - 賞球数 7&15
- 『NEWバレリーナ』
  - 大当たり確率 1/5(デジタル)
  - 賞球数 7&15
- 『ゴールデンバレリーナ』(1993年)
  - 大当たり確率 1/8(デジタル)
- 『CRバレリーナ』
  - 大当たり確率 設定1 1/6.3 設定2 1/7 設定3 1/7.9(デジタル)
- 『CRスーパーバレリーナ』(2007年)
  - 大当たり確率 1/397(直接当たり) 1/8.33(デジタル V入賞経由) 1/2.78(デジタル 直接当たり経由)
  - 賞球数 3&5&10&12

## ゲーム機
- オンラインゲームサイト『777town.net』にてゴールデンバレリーナがプレイ可能である。